# 2504 Gaviola
2504 Gaviola eller 1967 JO är en asteroid i huvudbältet som upptäcktes den 6 maj 1967 av den argentinska astronomn Carlos U. Cesco och den amerikanske astronomen Arnold R. Klemola vid Leoncito Astronomical Complex. Den har fått sitt namn efter Enrique Gaviola.
Asteroiden har en diameter på ungefär 10 kilometer.